# Kenny Hickey
Kenny Hickey, właśc. Kenneth Shaun Hickey (ur. 22 maja 1966) – amerykański gitarzysta. Były członek gothic metalowego zespołu muzycznego Type O Negative. Był także wokalistą i gitarzystą heavymetalowego zespołu Seventh Void. Po rozwiązniu Seventh Void, założył wraz z byłym perkusistą Type O Negative (Johnny Kelly) zespół Silvertomb. W latach 2006–2007 był gitarzystą formacji Danzig.